# Harriet Miers
Harriet Ellan Miers, född 10 augusti 1945 i Dallas, Texas, USA, är en amerikansk jurist och före detta juridisk rådgivare i Vita huset. Den 3 oktober 2005 blev hon nominerad till domare i USA:s federala högsta domstol för att fylla den lediga platsen efter Sandra Day O'Connor, som tillkännagivit sin avgång.
Den 27 oktober bad emellertid Miers president Bush om att dra tillbaka hennes kandidatur. Bush uttalade att han motvilligt godtog hennes önskan. Det hade riktats kritik mot hennes bristande erfarenhet som domare, hennes nära förbindelse till Bush samt hennes politiska ståndpunkt.